# Rotluoaivi
Rotluoaivi är en kulle i Finland. Den ligger i Utsjoki kommun i landskapet Lappland, i den norra delen av landet, 1 100 km norr om huvudstaden Helsingfors. Toppen på Rotluoaivi är 430 meter över havet. Rotluoaivi ingår i Paistunturit.
Terrängen runt Rotluoaivi är platt åt sydost, men åt nordväst är den kuperad.  Trakten runt Rotluoaivi är nära nog obefolkad, med mindre än två invånare per kvadratkilometer. Närmaste större samhälle är Utsjoki by, 17,0 km öster om Rotluoaivi. Omgivningarna runt Rotluoaivi är i huvudsak ett öppet busklandskap.